# دهستان بلده کجور
بلده کجور، دهستانی است از توابع بخش مرکزی شهرستان نوشهر در استان مازندران ایران.

## جمعیت
براساس سرشماری سال ۱۳۸۵جمعیت آن ۱۷۰۸۵ نفر (۴۳۳۵ خانوار) بوده‌است.